# فری‌اشتات
شهر فری‌اشتاتدر ایالت بایرن در کشور آلمان واقع شده‌است.